# Crispin Odey
Crispin Odey (31 de enero de 1959) es economista y empresario británico. Es director de un fondo de inversiones con sede en Londres, el Odey Asset Management. En abril de 2011 la empresa tenía más de $7000 millones de dólares bajo administración.

## Biografía
Crispin Odey nació en Yorkshire del Este y se educó en Harrow School, del que su padre había sido director. Se graduó en el Christ Church (Oxford) en 1980 con un grado en Historia y Economía.
Tras una breve relación con Prudentia, la hija de Rupert Murdoch (el matrimonio duró quince meses), rehízo su vida con Nichola Pease, presidenta de JO Hambro Capital Management y miembro de uno de los clanes fundadores de la banca Barclays. Odey, que no tuvo hijos con su primera mujer, tuvo tres hijos con Nichola -dos hijos y una hija. Vive en Chelsea, Londres.

## Trayectoria
Tras su paso por la Universidad de Oxford trabajó para Framlington fund managers, y posteriormente para Barings International, donde  dirigía el fondo Baring European Growth Trust, que administraba los fondos de pensiones europeos continentales de Barings y Framlington.

## Odey Asset Management
Crispin Odey fundó en 1991 su propia empresa, el fondo Odey Asset Management. George Soros fue uno de sus primeros inversores, con más de $150 millones de dólares. Padeció pérdidas millonarias en 1994, cuando la Reserva Federal estadounidense bajó los tipos de interés (uno de sus fondos perdió el 44% de su valor). Sin embargo, previó que el valor de las aseguradoras aumentaría tras los ataques del 11 de septiembre de 2001. En la década del 2000 Odey trabajó estrechamente con el magnate Hugh Hendry. Hendry abandonó la colaboración en 2005 para establecer su propia enseña, Ecléctica Asset management.
Famoso por sus por posiciones cortas hasta la crisis de 2008, desde abril de 2009 pasó a posiciones más largas, como cuando pronosticó el alza del mercado. El diario The Times nombró a Odey "Business Big Shot" en 2008.
Fue objeto de controversia su postura en el referéndum irlandés sobre el Tratado de Lisboa. Odey negó que hubiera financiado la campaña Libertas, que emitió RTE y TV3 (Irlanda).
En mayo de 2010, Odey Asset Management creó una nueva empresa de administración de inversiones con sede en Ginebra, Bruellan Wealth Management, llamada coloquialmente Odey Bruellan. Odey Asset Management Fund fue incluido por la revista Bloomberg en su listado de 2012.
En noviembre de 2015, Odey, tras una dura batalla en la banca española, abandonó el parqué madrileño. Su fondo redujo su posición corta en Banco Popular hasta el 0,59% y en Banco Sabadell hasta el 0,61%. El 'hedge fund' Odey Asset Management llegó a tener en febrero de 2015 el 1,11% de la primera entidad y en abril de 2015 el 1,50% de la segunda. Cuando quedaban cinco semanas para el cierre del ejercicio, las dos entidades acumulaban fuertes pérdidas en 2015. Banco Popular había perdido algo más de un 18% y Banco Sabadell un 13,5%. Los dos bancos españoles fueron fuertemente asediados por los bajistas durante 2015. Tres fondos de inversión llegaron a tener más del 5% de las acciones de estos dos bancos en posiciones bajistas.